# Mirko Iločki
Mirko (Emerik) Iločki, (mađ. Újlaki Imre), hrvatski velikaš, mačvanski ban (18. veljače 1410. – 8. prosinca 1418.) član obitelji Iločkih. 
Sin je Bartula II. Iločkog, i unuk Nikole Konta, vlasnika orahovičkog vlastelinstva i praoca velikaške loze Iločkih, koji je obnašao visoku dužnost palatina na kraljevskom dvoru.
Mirkova kćer Marta bila je drugom suprugom moćnog krčkog kneza Nikole IV. Frankopana.